# Chieri ’76 Volleyball
Chieri ’76 Volleyball – włoski klub siatkarski kobiet założony 14 maja 2009 z siedzibą w Chieri. Od sezonu 2018/2019 występuje w Serie A1.

## Bilans sezon po sezonie
| Sezon                | Miejsce |
| -------------------- | ------- |
| 2009/2010 - Serie B2 | 5       |
| 2010/2011 - Serie B2 | 2       |
| 2011/2012 - Serie B1 | 3       |
| 2012/2013 - Serie B1 | 6       |
| 2013/2014 - Serie B1 | 3       |
| 2014/2015 - Serie B1 | 3       |
| 2015/2016 - Serie A2 | 8       |
| 2016/2017 - Serie A2 | 8       |
| 2017/2018 - Serie A2 | 1       |
| 2018/2019 - Serie A1 | 12      |
| 2019/2020 - Serie A1 | –       |
| 2020/2021 - Serie A1 | 6       |
| 2021/2022 - Serie A1 | 6       |
| 2022/2023 - Serie A1 | 4       |
| 2023/2024 - Serie A1 | 5       |

Poziom rozgrywek:
     pierwszy, najwyższy ogólnokrajowy
     drugi
     trzeci
     czwarty

## Sukcesy
Puchar Challenge:
- 2023[6]
- 2025[7]

Puchar CEV:
- 2024[8]

## Kadra

### Sezon 2025/2026[9]
| Nr                     | Imię i nazwisko        | Data ur. | Wzrost | Pozycja      |
| ---------------------- | ---------------------- | -------- | ------ | ------------ |
| 5                      | Ilaria Spirito         | 1994     | 174    | libero       |
| 9                      | Sara Alberti           | 1993     | 185    | środkowa     |
| 10                     | Sarah van Aalen        | 2000     | 186    | rozgrywająca |
| 17                     | Anna Gray              | 1996     | 187    | środkowa     |
| Potwierdzone transfery |                        |          |        |              |
|                        | Elles Dambrink         | 2003     | 187    | atakująca    |
|                        | Laura Künzler-Dervisaj | 1996     | 189    | przyjmująca  |
|                        | Anett Németh           | 1999     | 188    | atakująca    |
|                        | Anastasia Cekulaev     | 2003     | 191    | środkowa     |
|                        | Halimatou Bah          | 2003     | 187    | przyjmująca  |
|                        | Karla Antunović        | 2002     | 183    | rozgrywająca |
|                        | Alice Degradi          | 1996     | 181    | przyjmująca  |
|                        | Stella Nervini         | 2003     | 184    | przyjmująca  |

### Sezon 2024/2025[18]
| Nr | Imię i nazwisko    | Data ur. | Wzrost | Pozycja      |
| -- | ------------------ | -------- | ------ | ------------ |
| 5  | Ilaria Spirito     | 1994     | 174    | libero       |
| 6  | Avery Skinner      | 1999     | 185    | przyjmująca  |
| 7  | Anastasija Ljaszko | 2005     | 197    | środkowa     |
| 9  | Sara Alberti       | 1993     | 185    | środkowa     |
| 10 | Sarah van Aalen    | 2000     | 186    | rozgrywająca |
| 11 | Marta Antuli       | 2004     | 202    | atakująca    |
| 12 | Anne Buijs         | 1991     | 191    | przyjmująca  |
| 13 | Lucille Gicquel    | 1997     | 189    | atakująca    |
| 14 | Elena Rolando      | 1999     | 165    | libero       |
| 15 | Federica Carletti  | 2000     | 184    | przyjmująca  |
| 16 | Katerina Zakchaiu  | 1998     | 192    | środkowa     |
| 17 | Anna Gray          | 1996     | 187    | środkowa     |
| 21 | Loveth Omoruyi     | 2002     | 184    | przyjmująca  |
| 22 | Gaia Guiducci      | 2002     | 178    | rozgrywająca |

### Sezon 2023/2024
| Nr | Imię i nazwisko   | Data ur. | Wzrost | Pozycja      |
| -- | ----------------- | -------- | ------ | ------------ |
| 3  | Elena Rolando     | 1999     | 165    | libero       |
| 4  | Rachele Morello   | 2000     | 182    | rozgrywająca |
| 5  | Ilaria Spirito    | 1994     | 174    | libero       |
| 6  | Avery Skinner     | 1999     | 185    | przyjmująca  |
| 7  | Valeria Papa      | 1989     | 183    | przyjmująca  |
| 8  | Kaja Grobelna     | 1995     | 188    | atakująca    |
| 9  | Madison Kingdon   | 1993     | 185    | przyjmująca  |
| 11 | Marta Antuli      | 2004     | 202    | atakująca    |
| 12 | Anna Gray         | 1996     | 187    | środkowa     |
| 14 | Fatim Kone        | 2000     | 182    | środkowa     |
| 15 | Loveth Omoruyi    | 2002     | 184    | przyjmująca  |
| 16 | Katerina Zakchaiu | 1998     | 192    | środkowa     |
| 17 | Camilla Weitzel   | 2000     | 195    | środkowa     |
| 23 | Ofelia Malinov    | 1996     | 183    | rozgrywająca |

### Sezon 2022/2023
| 1                                                    | Héléna Cazaute    | 1997 | 184 | przyjmująca  |
| 2                                                    | Rachele Morello   | 2000 | 182 | rozgrywająca |
| 3                                                    | Olivia Różański   | 1997 | 184 | przyjmująca  |
| 4                                                    | Francesca Bosio   | 1997 | 180 | rozgrywająca |
| 5                                                    | Ilaria Spirito    | 1994 | 174 | libero       |
| 6                                                    | Alessia Fini      | 2004 | 170 | libero       |
| 7                                                    | Stella Nervini    | 2003 | 184 | przyjmująca  |
| 8                                                    | Kaja Grobelna     | 1995 | 188 | atakująca    |
| 9                                                    | Francesca Villani | 1995 | 187 | przyjmująca  |
| 10                                                   | Brionne Butler    | 1999 | 194 | środkowa     |
| 11                                                   | Maja Storck       | 1998 | 184 | atakująca    |
| 12                                                   | Alessia Mazzaro   | 1996 | 185 | środkowa     |
| 14                                                   | Fatim Kone        | 2000 | 182 | środkowa     |
| 17                                                   | Camilla Weitzel   | 2000 | 195 | środkowa     |
| Kaja Grobelna i Maja Storck są polskiego pochodzenia |                   |      |     |              |

### Sezon 2021/2022
| Nr | Imię i nazwisko   | Data ur. | Wzrost | Pozycja      |
| -- | ----------------- | -------- | ------ | ------------ |
| 1  | Rhamat Alhassan   | 1996     | 195    | środkowa     |
| 2  | Héléna Cazaute    | 1997     | 184    | przyjmująca  |
| 3  | Elena Perinelli   | 1995     | 181    | przyjmująca  |
| 4  | Francesca Bosio   | 1997     | 180    | rozgrywająca |
| 5  | Alexandra Frantti | 1996     | 185    | przyjmująca  |
| 7  | Asia Bonelli      | 2000     | 180    | rozgrywająca |
| 8  | Kaja Grobelna     | 1995     | 188    | atakująca    |
| 9  | Francesca Villani | 1995     | 187    | przyjmująca  |
| 10 | Chiara De Bortoli | 1997     | 176    | libero       |
| 12 | Alessia Mazzaro   | 1996     | 185    | środkowa     |
| 14 | Yağmur Karaoğlu   | 2001     | 190    | atakująca    |
| 15 | Martina Armini    | 2002     | 175    | libero       |
| 17 | Camilla Weitzel   | 2000     | 195    | środkowa     |
| 18 | Francesca Guarena | 2003     | 193    | środkowa     |

### Sezon 2020/2021
| Nr | Imię i nazwisko   | Data ur. | Wzrost | Pozycja      |
| -- | ----------------- | -------- | ------ | ------------ |
| 1  | Rhamat Alhassan   | 1996     | 195    | środkowa     |
| 3  | Elena Perinelli   | 1995     | 181    | przyjmująca  |
| 4  | Francesca Bosio   | 1997     | 180    | rozgrywająca |
| 5  | Alexandra Frantti | 1996     | 185    | przyjmująca  |
| 6  | Victoria Mayer    | 2001     | 180    | rozgrywająca |
| 7  | Giulia Gibertini  | 1984     | 172    | libero       |
| 8  | Kaja Grobelna     | 1995     | 188    | atakująca    |
| 9  | Francesca Villani | 1995     | 187    | przyjmująca  |
| 10 | Chiara De Bortoli | 1997     | 176    | libero       |
| 11 | Kertu Laak        | 1998     | 188    | atakująca    |
| 12 | Alessia Mazzaro   | 1996     | 185    | środkowa     |
| 18 | Marina Zambelli   | 1990     | 187    | środkowa     |
| 21 | Annick Meijers    | 2000     | 188    | przyjmująca  |

### Sezon 2019/2020
| Nr | Imię i nazwisko   | Data ur. | Wzrost | Pozycja      |
| -- | ----------------- | -------- | ------ | ------------ |
| 1  | Jordyn Poulter    | 1997     | 188    | rozgrywająca |
| 3  | Elena Perinelli   | 1995     | 181    | przyjmująca  |
| 4  | Francesca Bosio   | 1997     | 180    | rozgrywająca |
| 5  | Amber Rolfzen     | 1994     | 192    | środkowa     |
| 6  | Alessia Lanzini   | 1981     | 165    | libero       |
| 7  | Stephanie Enright | 1990     | 180    | przyjmująca  |
| 8  | Kaja Grobelna     | 1995     | 188    | atakująca    |
| 10 | Chiara De Bortoli | 1997     | 176    | libero       |
| 11 | Kertu Laak        | 1998     | 188    | atakująca    |
| 12 | Anastasia Guerra  | 1996     | 186    | przyjmująca  |
| 18 | Yasmina Akrari    | 1993     | 185    | środkowa     |
| 19 | Alessia Mazzaro   | 1996     | 185    | środkowa     |
| 21 | Annick Meijers    | 2000     | 188    | przyjmująca  |

### Sezon 2018/2019
| Nr | Imię i nazwisko      | Data ur. | Wzrost | Pozycja      |
| -- | -------------------- | -------- | ------ | ------------ |
| 1  | Giulia Bresciani     | 1992     | 165    | libero       |
| 2  | Jordyn Poulter       | 1997     | 188    | rozgrywająca |
| 3  | Elena Perinelli      | 1995     | 181    | przyjmująca  |
| 5  | Giorgia Caforio      | 1994     | 168    | libero       |
| 6  | Barbara Dapic        | 1995     | 193    | przyjmująca  |
| 7  | Ana Starčević        | 1986     | 180    | przyjmująca  |
| 8  | Chiara Scacchetti    | 1995     | 175    | rozgrywająca |
| 9  | Odina Bayramova      | 1990     | 186    | przyjmująca  |
| 10 | Gyselle Silva        | 1991     | 184    | atakująca    |
| 11 | Elisa Tonello        | 2000     | 171    | libero       |
| 13 | Samantha Middleborn  | 1990     | 188    | środkowa     |
| 16 | Anżalika Barysiewicz | 1995     | 194    | środkowa     |
| 17 | Sara De Lellis       | 1986     | 181    | rozgrywająca |
| 18 | Yasmina Akrari       | 1993     | 185    | środkowa     |